# Armand Corcelles
Armand Corcelles ou Arnaud Corcelle (selon les sources), est un architecte bordelais, né à Bordeaux le 1er juillet 1765 et mort à Bordeaux le 2 avril 1843.

## Biographie
C'était le fils d'un charpentier.
Armand Corcelles édifia à Bordeaux le temple des Chartrons, entre 1832 et 1835, et de nombreuses églises et quelques châteaux dans la région.
Le décret du 11 décembre 1808 règle l'organisation des synagogues consistoriales et crée un consistoire israélite à Bordeaux pour une communauté estimée à 3 713 individus. Le 10 mai 1809, le consistoire est installé par le préfet. Le consistoire et la communauté juive bordelaise souhaitant avoir une synagogue plus convenable, ils chargent Armand Corcelles de construire la première synagogue monumentale édifiée en France, l'ancienne synagogue de Bordeaux, située rue Causserouge. Le décret du 28 février 1810 autorise la construction de la synagogue. Les travaux sont commencés le 6 mai 1810. N'ayant aucun modèle auquel il pourrait se référencer, l'architecte choisit de réaliser une architecture parlante avec une décoration qui ne pouvait « se trouver que sur un sanctuaire consacré à la religion de Moïse ». Elle a été inaugurée le 14 mai 1812, mais elle est détruite par un incendie en 1873.
Il a édifié des maisons de campagnes autour de Bordeaux, le château de Respide à Langon, le château Labégorce à Margaux ou encore la maison Balguerie (ou château Bonnefont) à l'entrée du domaine universitaire de Talence.
Architecte religieux, on lui doit l'église Saint-Martin, construite entre 1824 et 1829, où il s'est inspiré de l'art grec. On lui doit également le temple réformé de la ville de Sainte-Foy-la-Grande, construit durant les mêmes années. La décoration intérieure est alors très semblable à celle choisie pour les Chartrons ensuite, mais elle s'en différencie par l'utilisation de lanternes pour un éclairage zénithal, choix architectural peu commun à l'époque et l'ancien temple de Clairac. Au cimetière de la Chartreuse, il a construit le tombeau Chiapella, pour lequel il s'est inspiré des monuments funéraires antiques.
Il a construit en 1833 l'ancien établissement des Montagnes russes.